# Mszana (gmina)
Mszana (do 1954 gmina Połomia) – gmina wiejska w Polsce położona we wschodniej części powiatu wodzisławskiego na terenie województwa śląskiego. W latach 1975–1998 gmina administracyjnie należała do województwa katowickiego. Siedzibą gminy jest Mszana. Przez gminę przepływają potoki Kolejówka, Mszanka i Szotkówka. Gmina Mszana leży w strefie nadgranicznej.

## Położenie
Gmina Mszana położona jest w południowo-zachodniej części województwa śląskiego. W układzie geograficznym obszar gminy leży w kotlinie Raciborsko-Oświęcimskiej w południowo-wschodniej części Płaskowyżu Rybnickiego. Historycznie obszar gminy leży na ziemi wodzisławskiej na Górnym Śląsku. Gmina Mszana obejmuje w swych granicach obszar o powierzchni 31,20 km², liczy ponad 7000 mieszkańców. Pod względem administracyjnym gmina Mszana jest jedną z gmin powiatu wodzisławskiego, będąc jego najbardziej na wschód wysuniętą gminą. Od północy graniczy z gminami Marklowice i Świerklany, od wschodu z miastem Jastrzębie-Zdrój, od południowego zachodu z gminą Godów i od zachodu z miastem Wodzisław Śląski.
Gmina Mszana jest gminą wiejską, obejmuje 3 sołectwa: Mszana, Połomia i Gogołowa. Obszar gminy obejmuje dolinę rzeki Szotkówki oraz doliny jej prawobrzeżnych dopływów (potoków Kościelnik, Kolejówka i Mszanka). Gmina położona jest na średniej wysokości 255 m n.p.m. Dogodne warunki klimatyczne oraz położenie w rejonie Bramy Morawskiej stanowiącej naturalny korytarz miały znaczenie w historii rozwoju osadnictwa w tym rejonie.
Generalnie można stwierdzić, że gmina Mszana plasuje się w grupie gmin małych (średnia powierzchnia gminy wiejskiej w województwie śląskim to 56,10 km²).

## Sołectwa
- Gogołowa
- Mszana
- Połomia[2].

## Struktura powierzchni
Według danych z roku 20017 gmina Mszana ma obszar 31,20 km², w tym:
- użytki rolne: 74%
- użytki leśne: 7%

Gmina stanowi 9,19% powierzchni powiatu.

## Demografia

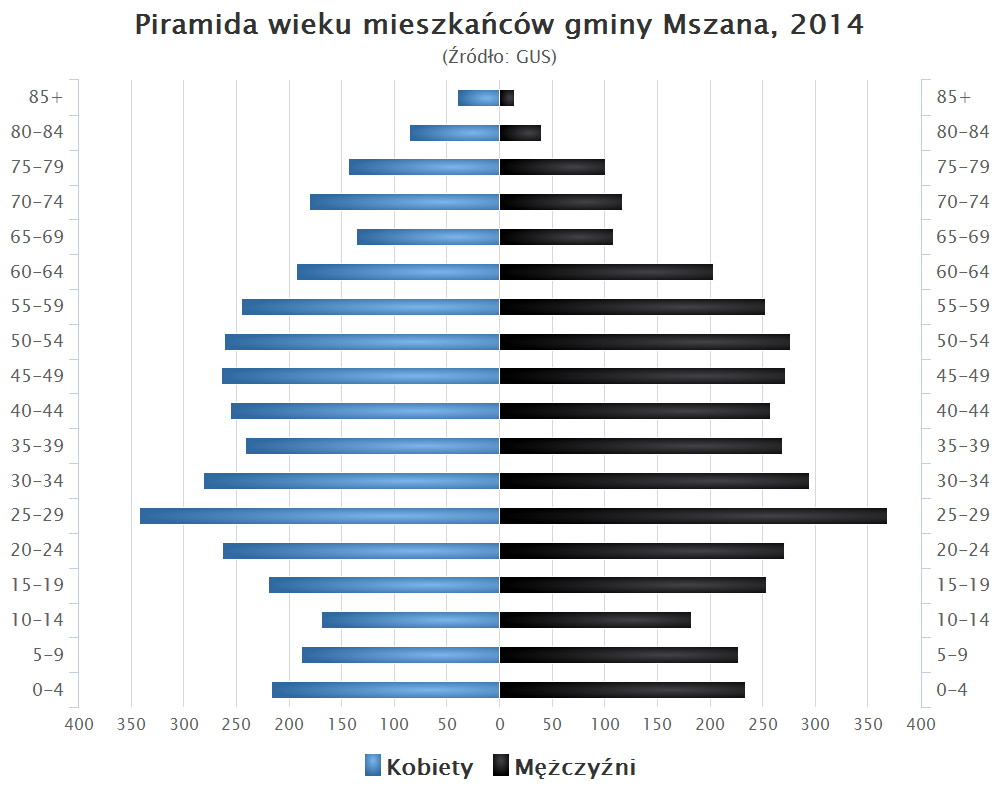
Piramida wieku mieszkańców gminy Mszana

Dane o ludności z 31 grudnia 2023:
| Opis                                | Ogółem | Ogółem | Kobiety | Kobiety | Mężczyźni | Mężczyźni |
| ----------------------------------- | ------ | ------ | ------- | ------- | --------- | --------- |
| Jednostka                           | osób   | %      | osób    | %       | osób      | %         |
| Populacja                           | 7605   | 100    | 3832    | 50,39   | 3773      | 49,61     |
| Wiek przedprodukcyjny (0–17 lat)    | 1655   | 21,76  | 807     | 10,61   | 848       | 11,15     |
| Wiek produkcyjny (18–65 lat)        | 4453   | 58,55  | 2061    | 27,1    | 2392      | 31,45     |
| Wiek poprodukcyjny (powyżej 65 lat) | 1497   | 19,68  | 964     | 12,68   | 533       | 7,01      |

## Polityka
Wójtem Gminy Mszana jest Mirosław Szymanek.

### Rada Gminy
Rada Gminy liczy 15 radnych. Wybory do Rady Gminy odbywają się w czterech okręgach wyborczych: Gogołowa (2 radnych), Mszana 1 (4), Mszana 2 (4), Połomia (4).

## Sąsiednie gminy
- Godów
- Jastrzębie-Zdrój
- Marklowice
- Świerklany
- Wodzisław Śląski

## Miasta partnerskie
- Stěbořice
- Krynki